# 哥倫比亞西部山脈

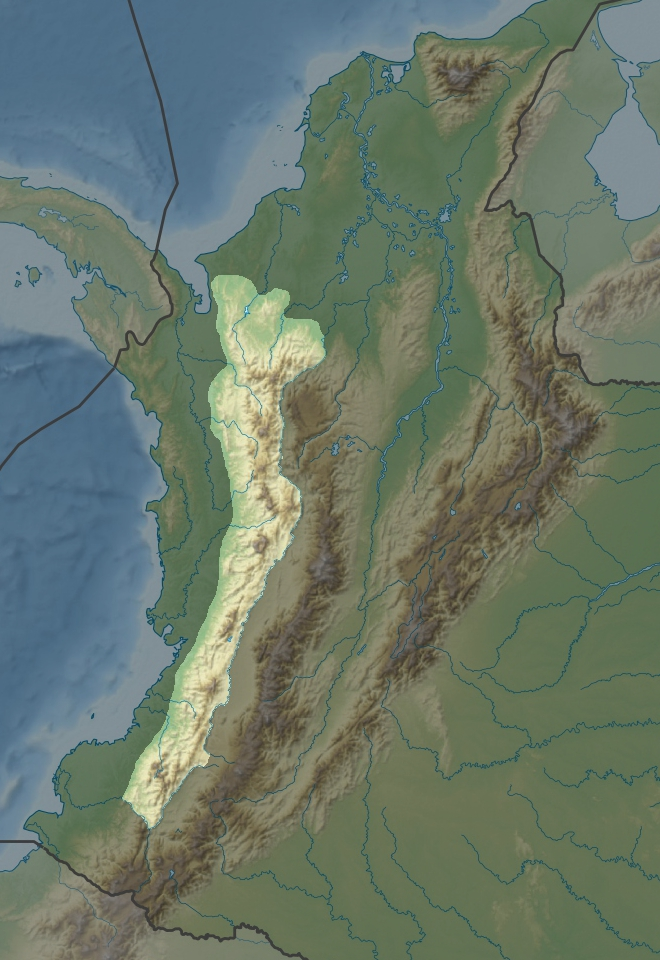

哥倫比亞西部山脈（西班牙語：Cordillera Occidental），是哥倫比亞的山脈，屬於安第斯山脈的一部分，全長1,200公里，面積86,239平方公里，平均海拔高度2,000米，最高點海拔高度4,250米。